# 德隆蒂·韋斯特
德隆蒂·莫里斯·韋斯特（英語：Delonte Maurice West，1983年7月26日—），出生於哥倫比亞特區，美國職業籃球運動員，身高191公分，體重88公斤，司職後衛，2004年加入NBA球隊波士頓塞爾特人，曾效力西雅圖超音速、克里夫蘭騎士和達拉斯小牛

## NBA職業生涯

### 加入凱爾特人隊
韋斯特在2004年NBA選秀中以埃莉諾羅斯福高中身份被波士頓塞爾特人在第一輪第24順位選中。

### 騎士隊時期
韋斯特最著名的事蹟莫過於10年季後賽時，被爆出與隊友大帝詹姆斯的媽媽有染，當時鬧的滿城風雨，詹姆斯在場上的表現也受到影響，最後騎士隊在東決鎩羽而歸。